# Arondismentul Antony
Arondismentul Antony (în franceză Arrondissement d'Antony) este un arondisment din departamentul Hauts-de-Seine, regiunea Île-de-France, Franța.

## Subdiviziuni

### Cantoane
- Cantonul Antony - (Antony)
- Cantonul Bagneux - (Bagneux)
- Cantonul Bourg-la-Reine - (Bourg-la-Reine)
- Cantonul Châtillon - (Châtillon)
- Cantonul Clamart - (Clamart)
- Cantonul Malakoff - (Malakoff)
- Cantonul Montrouge - (Montrouge)
- Cantonul Le Plessis-Robinson - (Le Plessis-Robinson)
- Cantonul Sceaux - (Sceaux)
- Cantonul Vanves - (Vanves)
- Cantonul Châtenay-Malabry - (Châtenay-Malabry)
- Cantonul Fontenay-aux-Roses - (Fontenay-aux-Roses)

### Comune
| 1. Antony (92002)    | 2. Bagneux (92007)              | 3. Bourg-la-Reine (92014)     | 4. Châtenay-Malabry (92019) |
| 5. Châtillon (92020) | 6. Clamart (92023)              | 7. Fontenay-aux-Roses (92032) | 8. Malakoff (92046)         |
| 9. Montrouge (92049) | 10. Le Plessis-Robinson (92060) | 11. Sceaux (92071)            | 12. Vanves (92075)          |

1. ↑  Q125358360[*] Verificați valoarea |titlelink= (ajutor)